# ルイス・アントニオ・タグレ
ルイス・アントニオ・ゴキム・タグレ（英: Luis Antonio Gokim Tagle、 タガログ語: [lʊˈwis ɐnˈtonɪo 'taɡlɛ]、1957年6月21日 - ）は、キリスト教・カトリック教会のフィリピン人高位聖職者である。マニラ大司教、ローマ教皇庁福音宣教省長官、カトリック福音協会総裁等を歴任した。「アジアのフランシスコ」と呼ばれることがある。

## 生い立ち
タグレは、1957年6月21日に、タガログ族出身の父マヌエル・トパシオ・タグレと中国系フィリピン人の母ミラグロス・ゴキムの長男として生まれた。
タグレの父方の祖父であるフロレンシオは、カビテ州の出身で、タグレの家系はプリンキパリアと呼ばれるスペイン領フィリピンにおける貴族であり、1896年のフィリピン革命までは社会の上流階級の家柄であった。
1973年にリサール州パラニャーケにあるセント・アンドリューズ・スクールの小学校・高校を卒業し、イエズス会のサンホセ神学校に入学、続いてイエズス会アテネオ・デ・マニラ大学に進学した。
タグレは、1977年にアテネオ・デ・マニラ大学で神学修士号を取得し、1987年から1991年にかけてアメリカ・カトリック大学に留学し、神聖神学博士（Doctor of Sacred Theoligy)を取得した。
語学にも長け、母国語であるタガログ語のほか、英語、イタリア語、スペイン語、ラテン語等を読解する。

## 聖職者として
タグレは、1982年2月27日にイムス教区で司祭に叙階された。1985年から1992年まで米国に留学し、帰国後はイムス大聖堂の主任司祭に任命されたほか、サンカルロス神学校等で神学の教鞭をとった。
1997年には教皇ヨハネパウロ2世により、国際神学委員会委員に任命され、委員長であったラッツィンガー枢機卿（のちのベネディクト16世）のもとで任務にあたった。
2001年10月22日、イムス司教に任命。12月12日着座。
2011年10月13日、教皇ベネディクト16世により第32代マニラ大司教に任命され、ガウデンシオ・ロサレス枢機卿の後任となった。
2012年2月、ローマの教皇グレゴリオ大学でのシンポジウムにおいて、聖職者による性的虐待について議論し、アジアで典型的にみられる個人の恥がその人の家族や一族、コミュニティを傷つけるという「恥の文化」があり、報告をしない沈黙が名誉を守ることになるという考えから、虐待の報告を妨げている要因になっていると主張した。
2012年8月4日、フィリピンで「共和国法第10354号、責任ある親権と生殖に関する健康法案」への反対集会でスピーチを行い、フィリピンで慣例的に避妊をせず、希望しない妊娠時には中絶が行われることについて発言した。タグレは、フィリピンでの他の司教に比べて穏健な姿勢をとり、法案を支持する政治家に破門を求めることや、批判するポスターをマニラの教区内で配布することを拒否した。
2012年10月24日、教皇ベネディクト16世はタグレ大司教を枢機卿に親任させると発表し、フィリピン人として7人目の枢機卿となった。また、教皇フランシスコが選出された2013年のコンクラーヴェでは、有力候補の一人とされた。
2019年にはローマ教皇庁福音宣教省長官に指名され、2020年5月1日にフィリピン人として初の司教枢機卿に親任した。